# Torneo de Andorra 2023
El Andorra Open 2023 fue un torneo de tenis profesional jugado en canchas duras bajo techo. Fue la 2.ª edición del torneo y formó parte de los Torneos WTA 125s en 2023. Se llevó a cabo en Andorra la Vieja, Andorra, entre el 27 de noviembre al 3 de diciembre de 2023.

## Cabezas de serie

### Individuales
| Tenista            | Ranking | Preclasificada |
| Cristina Bucșa     | 83      | 1              |
| Clara Tauson       | 85      | 2              |
| Océane Dodin       | 93      | 3              |
| Dayana Yastremska  | 105     | 4              |
| Rebecca Peterson   | 108     | 5              |
| Marina Bassols     | 112     | 6              |
| Anna-Lena Friedsam | 113     | 7              |
| Alizé Cornet       | 118     | 8              |

- Ranking del 20 de noviembre de 2023.

### Dobles
| Tenista                         | Ranking | Preclasificada |
| Cristina Bucșa Alexandra Panova | 125     | 1              |
| Tímea Babos Heather Watson      | 150     | 2              |

## Campeonas

### Individuales femeninos
Marina Bassols venció a  Erika Andreeva por 7–5, 7–6(3)

### Dobles femenino
Erika Andreeva /  Céline Naef vencieron a  Tímea Babos /  Heather Watson por 6-2, 6,1